# Urtica longispica
Urtica longispica är en nässelväxtart som beskrevs av Ellsworth Paine Killip. Urtica longispica ingår i släktet nässlor, och familjen nässelväxter. Inga underarter finns listade i Catalogue of Life.